# 1622 az irodalomban
Az 1622. év az irodalomban.

## Események
- Gyulafehérváron tanított Martin Opitz, a kor legjelentősebb német költője, de nem érezte magát otthonosan; kb. egy évi munka után visszatért hazájába.[1]

## Publikációk
- Alessandro Tassoni: La Secchia rapita (Az elragadott vödör) hősi-komikus elbeszélő költemény (Párizs).

## Születések
- január 15. – Molière, azaz Jean-Baptiste Poquelin francia drámaíró, a modern komédia megteremtője († 1673)
- április 17. – Henry Vaughan angolul író wales-i költő, a metafizikus költőkk egyike († 1695)
- ? – Hans Jakob Christoffel von Grimmelshausen prózaíró, a német barokk legnagyobb képviselője († 1676)

## Halálozások
- december 28. – Szalézi Szent Ferenc (Franciscus Salesius) francia püspök, teológus, egyházi író; az újságírók és írók védőszentjének tartják (* 1567)
- december – Pjetër Budi albán egyházi író, költő, fordító, az első albán nyelvű vallásos versek szerzője (* 1566)